# نهائي كأس خادم الحرمين الشريفين 2021
نهائي كأس خادم الحرمين الشريفين 2021 هي المباراة النهائية من مسابقة كأس خادم الحرمين الشريفين 2020–21، البطولة السادسة والأربعين من مسابقة كأس خادم الحرمين الشريفين التي ينظمها الاتحاد السعودي لكرة القدم، والنهائي الرابع عشر منذ عودة مسابقة كأس خادم الحرمين الشريفين عام 2008 ميلادية، حيث أقيمت المباراة النهائية يوم الخميس 27 مايو 2021 على ملعب استاد الملك فهد الدولي في مدينة الرياض، بين نادي التعاون من بريدة ونادي الفيصلي من المجمعة في أول نهائي يجمع الفريقين على كأس خادم الحرمين الشريفين في نسخته 2021، تحت رعاية خادم الحرمين الشريفين الملك سلمان بن عبد العزيز آل سعود واناب عنه صاحب السمو الملكي الأمير فيصل بن بندر بن عبد العزيز أمير منطقة الرياض لحضور المباراة وتسليم الفريق الفائز الكأس والميداليات الذهبية، وصاحب المركز الثاني الميداليات الفضية. وهو ما تم بتتويج نادي الفيصلي بطل للكأس لأول مرة في تاريخه، بعدما قاد خوليو تفاريس فريقه لقلب الطاولة على نظيره التعاون، وخطف لقب كأس خادم الحرمين الشريفين لتسجيل اسمه بأحرف ذهبية وانتزع فوزًا دراميًّا من بين أنياب السكري، بثلاثية مقابل هدفين، بالرغم من طرد لاعب الفيصلي الشاب محمد النخيلان صاحب (19 سنة) في دقيقة  83' وبعد دخوله بدقيقة واحدة دون أن يلمس الكرة، ومنعه لاعب التعاون أميسي من انفراد صريح في الدقائق الأخيرة من المباراة وكسر تعادل الفريقين 2-2 ؛ ليشهر الحكم البولندي البطاقة الحمراء مباشرة، ويكمل الفيصلي آخر ربع ساعة من المباراة بعشرة لاعبين ويسجل المهاجم تفاريس هدف الفوز للفيصلي في الوقت القاتل، الجدير بالذكر أن نهائي كأس خادم الحرمين الشريفين بين الفيصلي والتعاون هذا الموسم هو أول نهائي لا يكون طرفاه من ضمن الأندية الأربعة الكبار «الاتحاد، الأهلي، الهلال، النصر» منذ عام 1966 أي منذ 55 عاماً عندما إلتقى نادي الوحدة من مكة ونادي الإتفاق من الدمام على النهائي.
التقى الفريقان مرتين في وقت سابق من الموسم وانتهت المباراتان بالتعادل. وكان هذا أول لقاء بين الفريقين في كأس الملك واللقاء 46 بينهما في جميع البطولات. في المواجهات الـ 45 السابقة للناديين، فاز التعاون بـ 21 لقاء، وفاز الفيصلي بـ13 لقاء وتعادل الإحدى عشرة المتبقية.
جاء تأهل التعاون بعد أقصى نادي الفتح في اللقاء الذي جمعهما على ملعب الملك عبد الله بن عبد العزيز في بريدة.وجاءت أهداف التعاون عن طريق اليخاندرو روميرو، ولياندر تاوامبا، وسيدرك أميسي، فيما جاءت أهداف الفتح عن طريق محمد مجرشي، ومراد باتنا، على الطرف الآخر تأهل فريق نادي الفيصلي بعد تغلبه على نادي النصر بهدف وحيد من ضربة جزاء نفذها لاعبه جوليو تافاريس، في اللقاء الذي جمع الفريقين على ملعب مرسول بارك، وعلى الرغم من أن الفيصلي لعب بعشرة لاعبين منذ الدقيقة التاسعة حينما طُرد مدافعه إيغور روسي لدخوله العنيف على المغربي نور الدين أمرابط إلا أن الفريق العنابي قدّم مباراة كبيرة وانتزع بطاقة العبور للنهائي التاريخي.
سعى نادي التعاون في هذا النهائي للتتويج بلقبه الثاني تاريخيًا في كأس الملك بعد نسخة 2019، التي حصد خلالها الكأس الغالية بعد الفوز على الاتحاد في المباراة النهائية بهدفين مقابل هدف، فيما يدخل نادي الفيصلي برغبة بالتتويج بلقبه الأول، بعد خسارته المباراة النهائية على يد الاتحاد بثلاثية مقابل هدف على ملعب الجوهرة بجدة في النسخة 2018. ليس ذلك فحسب بل يحصل الفريق الفائز باللقب على ضمان بطاقة التأهل للمشاركة في مسابقة دوري أبطال آسيا 2022 بغض النظر عن مركزهما في الدوري.

## مكان
تم الإعلان عن ملعب الملك فهد الدولي كملعب نهائي في 25 مايو 2021. تعتبر هذه المباراة النهائية الثامنة من نهائيات بطولة كأس خادم الحرمين الشريفين التي يستضيفها استاد الملك فهد الدولي بعد نهائيات 1988 و 2008 و 2009 و 2010 و 2013 و 2019، ويعد استاد الملك فهد الدولي، تحفة معمارية تقبع في قلب العاصمة الرياض؛ حيث يعتبر ضمن الملاعب التي تستضيف نهائي أغلى البطولات المحلية على مستوى المملكة، إذ سبقته عديد من الملاعب التي شهدت تتويج أندية بأغلى الألقاب في السابق.
ويعد ملعب الصبان بمدينة جدة أول الملاعب التي استضافت نهائي كأس خادم الحرمين الشريفين منذ تدشين البطولة عام 1957 واستمر حتى 1960، قبل أن يتم الانتقال إلى ملعب الصائغ في العاصمة الرياض والذي شهد إقامة المباراة النهائية في 7 نهائيات منذ فترة 1961 حتى 1968.
فيما افتتح ملعب الأمير الراحل فيصل بن فهد عام 1969 وشهد إقامة 18 نهائياً قبل إيقاف البطولة عام 1990، ثم عودة البطولة من جديد في علم 2008 على ملعب الملك فهد الدولي بالرياض، الذي شهد إقامة 4 نهائيات قبل انتقالها «جوهرة المشعة» منذ 2014 حتى 2018.

## تعديل الجدولة للنهائي
قررت لجنة المسابقات في رابطة الدوري السعودي للمحترفين، بعد عقد اجتماع تنسيقي مع لجنة المسابقات في الاتحاد السعودي لكرة القدم، تعديل مواعيد مباريات التعاون والفيصلي، طرفا نهائي كأس خادم الحرمين الشريفين، وأعلنت اللجنة السبت 17 أبريل 2021 تعديل مواعيد مباراتي «التعاون والفتح» و«القادسية والفيصلي»، في الجولة 28 من دوري كأس محمد بن سلمان للمحترفين، لتلعب مباراة (التعاون والفتح) يوم الأحد الموافق 25 أبريل 2021، على ملعب مدينة الملك عبد الله الرياضية في بريدة، عند الساعة 10 مساءً. فيما سيقام لقاء (القادسية والفيصلي) يوم الخميس الموافق 29 أبريل 2021 على ملعب مدينة الأمير سعود بن جلوي في الخـبر الـساعة 9.35 مساءً.
كما أقرت لجنة المسابقات برابطة الدوري السعودي للمحترفين، تعديلات لاحقة على مواعيد عدد من مباريات الأندية المتأهلة لنهائي كأس خادم الحرمين الشريفين وشملت التعديلات على مواعيد مواجهة (الفيصلي والشباب)، بمدينة المجمعة الرياضية، ومواجهة (التعاون والهلال)، على ملعب الملك عبد الله بن عبد العزيز في بريدة ضمن مباريات الجولة (29)، من مسابقة دوري كأس الأمير محمد بن سلمان للمحترفين، لتقام المواجهتين يوم الأحد الموافق 23 من شهر مايو 2021 تمام الساعة 9:00 مساء. ، قبل أربعة أيام من النهائي التاريخي المرتقب في 27 من شهر مايو 2021 ميلادية.

## عن الفريقين
| الفريق  | نهائيات سابقة (الخط العريض يشير لسنة الفوز) |
| ------- | ------------------------------------------- |
| التعاون | 2 (1990، 2019)                              |
| الفيصلي | 1 (2018)                                    |

## الطريق إلى النهائي
|       |                                 | التعاون  | مشوار الفريقين | الفيصلي |                         |               |
| نتيجة | الملعب                          | المنافس  | الجولة         | المنافس | الملعب                  | نتيجة         |
| 1 - 2 | ملعب الأمير سلطان بن عبد العزيز | ضمك      | دور الستة عشر  | الاتفاق | ملعب الأمير محمد بن فهد | (9) 0 - 0 (8) |
| 2 - 1 | مدينة الملك عبد الله الرياضية   | القادسية | ربع النهائي    | الباطن  | ملعب نادي الباطن        | 2 - 1         |
| 2 - 3 | مدينة الملك عبد الله الرياضية   | الفتح    | نصف النهائي    | النصر   | استاد مرسول بارك        | 0 - 1         |

## تفاصيل المباراة
دخل فريق التعاون الأول لكرة القدم مواجهة نهائي كأس خادم الحرمين الشريفين على ملعب الملك فهد الدولي في الرياض، أمام الفيصلي بالزي الأصفر الكامل. فيما اختارت إدارة نادي الفيصلي الزي العنابي الكامل في النهائي، وذلك خلال الاجتماع الفني التحضيري الذي عقد بحضور طاقم التحكيم الخاص بالنهائي بقيادة البولندي سيمون مارتشينياك. وقدَّمت إدارتا الكرة في الفريقين قوائم الأسماء الخاصة باللاعبين والجهازين الفني والإداري، التي ستكون حاضرة في النهائي.
| التعاون                       | 2 : 3 | الفيصلي                       |
| ----------------------------- | ----- | ----------------------------- |
| تاومبا 14' · كاكو 45' (ركلة.) | تقرير | 90+3' 60' 40' (ركلة.) تافاريس |

| التعاون | الفيصلي |

| التعاون: من بريدة رئيس النادي: علي الشايعي التشكيل الاساسي للفريق: |    |                 |       |       |
|                                                                    |    |                 |       |       |
| حارس                                                               | 1  | كاسيو أنغوس     |       |       |
| دفاع                                                               | 2  | ياسين برناوي    |       |       |
| دفاع                                                               | 33 | أحمد عسيري      | 39'   | 46'   |
| دفاع                                                               | 5  | إياغو سانتوس    |       |       |
| دفاع                                                               | 13 | حسن كادش        | 74'   |       |
| وسط                                                                | 55 | ساندرو مانويل   | 73'   |       |
| وسط                                                                | 17 | سيدريك أميسي    | 65'   | 90+5' |
| هجوم                                                               | 29 | عبد الله الجوعي |       |       |
| وسط                                                                | 10 | كاكو            |       |       |
| هجوم                                                               | 8  | سميحان النابت   | 51'   |       |
| هجوم                                                               | 11 | لياندر تاومبا   |       |       |
| مقاعد البدلاء:                                                     |    |                 |       |       |
| حارس                                                               | 26 | حسين شيعان      |       |       |
| دفاع                                                               | 6  | محمد الغامدي    | 74'   |       |
| دفاع                                                               | 85 | نواف الصبحي     | 46'   |       |
| وسط                                                                | 5  | ريان الموسى     |       |       |
| وسط                                                                | 25 | فيصل درويش      |       |       |
| وسط                                                                | 66 | محمد أبو سبعان  | 73'   |       |
| وسط                                                                | 27 | عبدولاي ساني    |       |       |
| وسط                                                                | 27 | علي النمر       |       |       |
| هجوم                                                               | 24 | محمد السهلاوي   | 90+5' |       |
| المدرب:                                                            |    |                 |       |       |
| نيستور إل مايسترو                                                  |    |                 |       |       |

| الفيصلي: من المجمعة رئيس النادي: فهد بن عبدالمحسن المدلج التشكيل الاساسي للفريق: |    |                   |       |     |
|                                                                                  |    |                   |       |     |
| حارس                                                                             | 28 | أحمد الكسار       |       |     |
| دفاع                                                                             | 14 | علي مجرشي         | 86'   |     |
| دفاع                                                                             | 87 | مشعل الصبياني     | 82'   |     |
| دفاع                                                                             | 24 | وليد الأحمد       |       |     |
| دفاع                                                                             | 18 | محمد قاسم         |       |     |
| وسط                                                                              | 6  | هشام فايق         |       |     |
| وسط                                                                              | 52 | ألكسندر ميركل     |       |     |
| وسط                                                                              | 23 | رومان أمالفيتانو  | 90+5' |     |
| وسط                                                                              | 77 | خالد الكعبي       |       |     |
| وسط                                                                              | 25 | إسماعيل عمر       | 71'   | 87' |
| هجوم                                                                             | 19 | جوليو تافاريس     |       |     |
| مقاعد البدلاء:                                                                   |    |                   |       |     |
| حارس                                                                             | 26 | مصطفى ملائكة      |       |     |
| دفاع                                                                             | 2  | عبد الله الحسن    |       |     |
| دفاع                                                                             | 17 | محمد النخيلان     | 82'   | 83' |
| دفاع                                                                             | 51 | حسين قاسم         | 87'   |     |
| وسط                                                                              | 12 | شايع شراحيلي      | 90+5' |     |
| وسط                                                                              | 88 | عبد العزيز الشريد |       |     |
| وسط                                                                              | 17 | خالد السميري      |       |     |
| هجوم                                                                             | 47 | مصطفى بصاص        |       |     |
| هجوم                                                                             | 80 | محمد الصيعري      |       |     |
| المدرب:                                                                          |    |                   |       |     |
| بريكليس تشاموسكا                                                                 |    |                   |       |     |

| طاقم التحكيم حكم مساعد (كرة قدم): توماس ليستكيفيس (بولندا) بافل سوكولونيكي (بولندا) الحكم الرابع: ماجد الشمراني (السعودية) حكم تقنية الفيديو: توماس موسيال (بولندا) مساعد حكم تقنية الفيديو: فيصل القحطاني (السعودية) | قانون المباراة: - يقام نهائي المسابقة من مباراة واحدة بنظام خروج المغلوب. - تلعب المباراة من 90 دقيقة مقسومة إلى شوطين مدة كل شوط 45 دقيقة. - تلعب أشواط إضافية من 30 دقيقة مقسومة إلى شوطين مدة كل شوط 15 دقيقة. - تطبق قاعدة ركلات الجزاء الترجيحية في حال استمرار التعادل في الأشواط الإضافية. - تواجد 9 بدلاء على مقاعد الاحتياط، يمكن إجراء ما يصل إلى خمسة تغيرات، بالإضافة إلى إمكانية تغيير سادس في حال وصول المباراة للأشواط الإضافية. - يحصل بطل بطولة كأس خادم الحرمين الشريفين على مقعد مباشر في بطولة دوري أبطال آسيا 2022 - يعتبر بطل بطولة كأس خادم الحرمين الشريفين طرف ثانياً في بطولة كأس السوبر السعودي 2021 - يحصل البطل على جائزة مالية قدرها (عشرة ملايين ريال) إضافة لحصوله على عدد 50 ميدالية ذهبية فيما يحصل الوصيف على عدد 50 ميدالية فضية. |